# Montana State University – Bozeman
Montana State University - Bozeman (krátce MSU) je státní vysoká škola v Bozemanu na jihozápadě amerického státu Montana. Univerzita s 12 250 studenty je po University of Montana druhá největší vysoká škola v Montaně. Je nejdůležitějším článkem Montana State University System. Jako jediná univerzita na světě nabízí MSU magisterské studium Science and Natural History Filmmaking.

## Historie
Montana State University byla založena v roce 1893 pod názvem Agricultural College of the State of Montana. Po dalším přejmenování na Montana College of Agriculture and Mechanic Arts byla ve 20. letech 20. století známa jako Montana State College (MSC). 1. července 1965 dostala univerzita své dnešní jméno.

## Sport
Sportovní týmy MSU jsou označovány jako Bobcats. Univerzita patří do Big Sky Conference.

## Slavní absolventi
- Loren Acton - astronaut